# 야니스 피눕스
야니스 피눕스(라트비아어: Jānis Pīnups, 1925년 5월 10일 ~ 2007년 6월 15일)는 라트비아의 군인이다.
제2차 세계 대전이 진행 중이던 1944년 8월에 소련 군대에 징집되었지만 소련 군대에 입대하는 것을 거부했으며 발트 3국의 독립을 목적으로 내건 무장 게릴라 조직인 숲의 형제들에 가담했다. 1944년 10월 7일부터 다른 사람들의 감시를 피하기 위해 숲에서 은신 생활을 했고 1995년 라트비아 경찰의 도움으로 은신 생활을 끝냈다. 2007년 6월 15일에 사망하기 이전까지는 숲의 형제들에 가담한 요원들 중에서 마지막으로 살아남은 사람이었다.